# Prieuré Saint-Michel-des-Anges
Le prieuré Saint-Michel-des-Anges est une ancienne église priorale fondée à Saint-Angel, Corrèze (Nouvelle-Aquitaine).

## Historique

### Le monastère
Le monastère apparaît dans un texte qui est daté de 783 (au lieu du 18 juin 785) indiquant que l'église dédiée à saint Michel a été donnée par le comte Roger de Limoges et sa femme Euphrasie à l'abbaye de Charroux ainsi que le castrum qui le jouxte. La validité de cette charte de fondation est critiquée dans un livre paru en 1998 car elle cite des dépendance du monastère qui ne sont pas antérieures au IXe siècle voire au XIe siècle. Pour Claude Andrault-Schmitt, ce testament trop précis a été modifié pour le rendre conforme aux possessions de l'abbaye de Charroux mais ne remet pas en cause la fondation de l'abbaye de Charroux à cette date. Pour Augustin Vayssière, il est possible que Saint-Angel ait été une terre d'église saisie par Charles Martel et donnée au comte de Limoges pour lui permettre de financer les campagnes militaires contre les Sarrazins
Les possessions de l'abbaye de Charroux étaient placées sous la protection du Saint-Siège depuis Léon IX, en 1050, jusqu'à Innocent III. La bulle de ce dernier du 21 mars 1211 qualifie Saint-Angel de monastère ayant à sa tête un abbé. Mais dans des transactions datées de 1243 et 1279, Saint-Angel n'est plus qu'un prieuré. La transaction du 22 mars 1243 est faite à la suite de l'action des seigneurs de Mirabel. Hugues de Mirabel ou Mirambel était abbé laïque de Saint-Angel et s'était emparé des biens du prieuré ce qui a amené l'abbé de Charroux avait réclamé devant Bernard de Ventadour, archidiacre de Limoges et chapelain du pape, l'évêque de Périgueux et Bonin, prieur séculier de Notre-Dame de Dalis. Une sentence arbitrale du 9 août 1268 ont demandé à Hugues de Mirabel à se démettre du prieuré. L'abbé de Charroux pourra seul nommer et démettre le prieur de Saint-Angel sans avis préalable des moines, visiter, corriger et réformer le prieuré qui serait à perpétuité conventuel.
On ne sait pas à quelle époque les Mirabel ou Mirambel se sont établis à Saint-Angel. On trouve un Pierre de Mirambel, abbé de Vigeois, mort en 1082, et enterré à Saint-Angel dont il aurait été abbé d'après la Chronologie de Geoffroy, prieur de Vigeois, et un homonyme en 1150. La famille a probablement dû être appelée pour protéger le prieuré contre les prédations des seigneurs des environs. En 1235, Pierre de Mirambel reconnaît qu'il est tenu à l'hommage-lige envers l'abbaye de Charroux. Deux Mirambel ont été prieurs à Saint-Angel au XIIIe siècle.
Cette situation se poursuit avec la famille de Rochefort qui s'est installée à Saint-Angel après le mariage d'Aymon II de Rochefort avec une Mirabel, fille d'Hugues de Mirabel, qui signe un traité en 1300, dans lequel il semble restituer des biens. Bernard de Rochefort, fils d'Aymon, rend hommage à Pierre, abbé de Charroux, en 1339 et Jean III de Rochefort, fils de Jean II, seigneur de Saint-Angel et de Château-Verd, à Adémar, abbé de Charroux, en 1398.
Dom Estiennot pensait que les reliques saint Gaudence, évêque de Brescia, mort vers 410, et probablement de saint Aubin, évêque d'Angers, d'après la Chronique de Geoffroy prieur de Vigeois étaient arrivées au monastère de Saint-Angel au moment des invasions normandes.
Si Saint-Angel n'a pas été inquiété par les Normands, il a eu à subir deux périodes difficiles :
- Vers 1180, Saint-Angel est pris par des gens armés commandés par Lobar à la solde de Ebles IV de Ventadour[9]. Pour se venger de cette attaque, le comtor[10] de Saint-Angel, Géraud de Mirabel a fait prisonnier Ebles de Ventadour et ne l'a libéré qu'après le paiement d'une rançon[11]
- en 1375, pendant la guerre de Cent Ans, le site est ravagé à la suite d'un siège mené par les troupes de Louis II de Bourbon[12]. Les destructions faites dans le monastère pendant ce siège sont racontées dans la chronique de Jean Cabaret d'Orville cinquante ans plus tard : « Et chevaucha le duc o ses gens et ceux d'Auvergne devant Saint Angel, une place qui faisoit moult de maux, et ma demourèrent ung jour pour cuider traicter a ceux, mais du chastel n'y vouldrent rien entendre, et sur ce on se advisa que l'abbaye estoit couverte d'aissil[13], et firent tirer le feu dedans par plusieurs fusées, tant qu'il se prist partout le moustier de l'abbaye, et furent ars tous les chevaulx des Anglois, et une partie de leurs vallets »[14].

Deux incendies dans le prieuré sont cités en 1412 et 1425. En 1412, Saint-Angel avait été repris par les Anglais. Geoffroy de Rochefort, fils de Jean III, reconstruit les murailles du château en 1415. En 1435, Rodrigue de Villandrando, comte de Ribadeo, ravage le Limousin en compagnie de Gui, bâtard de Bourbon et met le siège devant Ussel et Meymac qui sont défendus par les seigneurs des environs dont Frénot de Rochefort, seigneur de Saint-Angel.
Martin de Mauriac est prieur de Saint-Angel entre 1398 et 1427. La sépulture de ce prieur se trouve dans l'allée centrale de l'église. Son neveu Jean de Mauriac lui succède. Il écrit une supplique au pape en 1427 en insistant sur la perte des calices, des livres et des ornements. Un membre de la famille de Bourbon a reçu le prieuré en commende entre 1464 et 1476.
Un accord est cité en 1483 entre Guy ou Guinot de Rochefort avec Charles de Mareuil, prieur de Saint-Angel. En 1507, Michel de Rochefort rend hommage à l'abbé de Charroux, Godefroy III de Cluys. Après 1537 il eut pour héritier Charles de Rochefort qui s'est converti au calvinisme. Il a soutenu Henri de Navarre, a combattu la Ligue au cours du siège de Castillon, en 1586, et, d'après De Thou, il serait mort avec son fils pendant le siège de Saint-Yriex, en 1591, mais, en 1602, il a demandé la grâce du duc de Biron à Henri IV. Il peut y avoir des attributions de faits à Charles de Rochefort des actions de Jean. Jean de Rochefort est seigneur de Saint-Angel en 1615 et 1626 quand il apparaît dans un acte du prieur Brunaud qui demande à son fermier de lui payer 4 000 livres sur les revenus du prieuré.
À la fin du XVe siècle et au début du XVIe siècle les prieurs appartiennent à la famille de Maréjoux, Charles, Guillaume et Louis.
Pendant les guerres de religion, le prieur, René de L'Age, se convertit au protestantisme. Il y a un grand pillage du monastère en 1594.
En 1523, l'évêque de Tulle, François de Lévis-Ventadour, consacre un édifice dont la reconstruction n'est pas encore terminée car on peut voir les armes de la famille de Plas responsable du prieuré dans les décennies suivantes.
Charles de Rochefort, abbé de Dalon, est prieur de Saint-Angel entre 1628 et 1634. Il s'est démis de ses bénéfices à François de La Fayette, évêque de Limoges. François de La Fayette, prieur de Saint-Angel entre 1634 et 1673 ou 1675, va agir pour introduire la réforme de Saint-Maur en 1657 malgré l'opposition de l'abbé de Charroux. Sept moines de la congrégation de Saint-Maur se sont installés en 1664. Il y a encore cinq moines en 1790.
Après 1626, la seigneurie de Saint-Angel est passée à Gratien de Beaumont, seigneur de Pompignan, marié à la veuve de Jean de Rochefort. Gratien de Beaumont s'étant ruiné, ses biens ont été vendus. La seigneurie est achetée par M. de Clary, conseiller à la cour des Aides de Clermont. Il est entré immédiatement en conflit avec les moines. En 1656 il prend d'assaut les bâtiments conventuels et fait abattre les girouettes considérant qu'il était le seul à pouvoir mettre ces symboles féodaux. Il enlève le coq du clocher et la place sur le donjon du château. Les procès entre les Clary et les prieurs ont duré jusqu'en 1752.

### Les bâtiments
L'étude architecturale rédigée en 1998 a distingué six campagnes de travaux qui se sont échelonnées des alentours de 1100 jusqu'au milieu du XVIe siècle.
La présence d'un chapiteau de type néo-corinthien a laissé envisager un rond-point de colonnes construit autour de 1100.

#### Nef
De l'histoire mouvementée du prieuré, il ne reste de l'église romane que les murs extérieurs de la nef mais qui ont subi des modifications et renforcements au cours du temps. Les baies de la nef ont un air de famille avec celles de l'abbatiale Saint-Léger de Meymac. Cela permettrait de dater ses murs de la fin du XIIe siècle, peut-être après les événements de 1180-1181. On constate une alternance des contreforts hauts et moins hauts pouvant laisser penser qu'il y a eu un premier projet de travées carrées voûtées dont il resterait des vestiges de formerets. Une seconde campagne de la nef a été entreprise à l'intérieur de la nef au début du XIIIe siècle avec la réalisation de nouvelles piles qui ne sont pas en face des contreforts qui montrent que le nombre de travées a été réduit de quatre à trois. Il est possible aussi que ces modifications soient dues à un projet de clocher-porche non réalisé à l'ouest car on constate aussi la présence d'un important massif de maçonnerie.

#### Chevet
Le chevet est fermé par cinq pans obliques dont trois sont occupés par une chapelle basse inscrite dans les contreforts d'angle pour le culte des reliques. Les contreforts d'angle supportent des arcs de renfort qui n'ont probablement pas servi de mâchicoulis. Il n'est pas impossible que ce plan était déjà celui du chevet de l'église romane.
La réalisation d'ogives pourvues d'un filet date du début de la reconstruction avant 1450. Peut-être par Martin de Mauriac, avant 1427, ou son neveu, Jean de Mauriac qui a écrit en 1431 qu'il avait commencé des réparations dans l'église dans la mesure de ses moyens. La reconstruction du chevet précède la reconstruction de la salle capitulaire.

#### Transept
Le transept a été reconstruit sur des bases anciennes ; d'autres sont des années 1500. Les clefs de voûte portent des blasons, où on trouve probablement celui de Charles de Maréjoux, prieur après 1483, ou d'un de ses neveux, entre 1486 et 1503.

#### Voûtes de la nef et façade occidentale
Les voûtes de la nef ont été entièrement reconstruites à la fin du XVe siècle rendant probablement illisibles les constructions du XIIe et XIIIe siècles. Les clés des troisièmes travées ont été identifiées en 1972 par P. et R. Merceron : au centre les armes de France entourées du collier des armes de l'ordre de Saint-Michel, donc après 1469, au nord, les armes de Ventadour avec le bâton prieural, après 1512, au sud, les armes des Plas avec le bâton prieural, après 1535. On retrouve les armes des Plas plus à l'ouest.
La façade occidentale est l'œuvre des mauristes.

#### Les bâtiments conventuels
Le dessin donné dans le Monasticon Gallicanum est assez schématique et représente autant un bâtiment existant qu'un état futur souhaité. Il ne peut donc être considéré comme un état existant vers 1710. D'autres dessins existent dans les Archives nationales représentant l'état du monastère au moment où les mauristes arrivent à Saint-Angel.
Les bâtiments conventuels étaient organisés autour d'un « cloître » de 50 pieds de côté avec un puits au centre mais qui n'était pas bordé de galeries.
Au moment de l'arrivée des mauristes, il n'existait plus que l'aile orientale dont les fonctions n'ont pas changé au cours des siècles : accolée au bras sud du transept, la salle capitulaire qui a été aussi utilisée comme sacristie, puis une salle utilisée longtemps comme cuisine (restaurée en 1952), suivie d'une « tour des moines » ou « tour des cuisines » qui abritait les archives à l'étage. Au-dessus, le dortoir. Cette partie du bâtiment date du XVe siècle. La salle capitulaire a été reconstruite peu après le chevet et a été restaurée en 1938. La toiture a  été refaite au XVIIe siècle par les mauristes. Martène signale qu'une partie des bâtiments a été incendiée en 1684. La tour ronde qui subsiste occupe peut-être la place d'une tour plus ancienne car, dans le récit du siège de 1375, il est écrit  que « se retrahirent les gens d'armes en une tour qui là estoit, ou il n'avoit guières que manger, et ce essaya-on se l'en les pourroit prendre par force, car elle estoit moult belle ». On ne sait s'il s'agit d'une tour antérieure à la tour des moines ou de la tour du seigneur laïc de Saint-Angel.
Sur le dessin réalisé par les mauristes à leur arrivée, on voit que l'aile sud des bâtiments avait été laissée en ruines depuis déjà deux siècles. Cette aile sud a été entièrement reconstruite par les mauristes. Elle existait encore sur le cadastre de 1811. Elle a aujourd'hui disparu. Elle comprenait une longue salle voûtée et lambrissée placée sous les chambres hautes. Cette salle communiquait avec une infirmerie sur cour aménagée dans la tour carrée à l'angle sud-ouest. Cette tour carrée existait encore en 1790 mais avait été détruite avant 1811.
L'aile ouest ne comprenait que des bâtiments bas construits par les mauristes pour assurer des fonctions domestiques, dont une écurie.

### Protection
L'église abbatiale a été classée au titre des monuments historiques par la liste en 1840, la salle capitulaire (sacristie) et la tour ronde du presbytère ont été classées le 15 juillet 1919, les bâtiments conventuels et les vestiges non encore classés, la partie occupée par l'ancien cimetière ont été classés le 26 mai 2000.
La protection de 1840 a permis une campagne de restauration menée par Anatole de Baudot qui a imposé une toiture d'ardoise au lieu de bardeaux qui étaient encore en place en 1841.